# Arif Ahmetašević
Arif Ahmetašević je eminentni bosanskohercegovački glazbenik iz Tuzle. Bio je poznati staklorezac. Do agresije na BiH držao je radnju u Tuzli, a od 2000. je u mirovini. Stjecajem okolnosti pošao je u staklorezački zanat. Radeći staklorezačku galanteriju ostvario je poznanstva s tuzlanskim umjetnicima kojima je uokvirivao slike. Zbog staklorezačke strasti, zapostavio je sevdalinku koja mu je bila prva ljubav. U suradnji s Institutom sevdaha Omera Pobrića snimio je CD s 10 sevdalinki.
Njegova 20-godišnja kćer Edina Zilkida Ahmetašević je zajedno s još 71 osobom, uglavnom djecom i omladinom ubijena je u masakru 25. svibnja 1995. na Kapiji u Tuzli, u smrtonosnom hicu ispaljenog s planine Ozren. Četiri mjeseca poslije je kao pripadnik Armije BiH na planini Ozren zajedno sa suborcima zarobio skupinu srpskih vojnika. Imao je priliku osvetiti se, ali je postupio po pravilima Ženevske konvencije. Zbog humanog postupanja sa zarobljenicima, na prijedlog Srpskog gradanskog vijeca BiH Tuzla je proglašen međunarodnim humanistom godine. Dobio je zlatnu povelju „Linus Paulin“ s plaketom zlatnom značkom,i priznanja međunarodnog humanista 2005. godine. Priznanje mu je dodijelila Međunarodna liga humanista iz Graza. 2008. godine udruženje građana „Front“, organizacija koja najveći dio rada posvećuje zaštiti ljudskih prava i borbi protiv državne torture, imenovala ga je za počasnog člana.
Pjevanje sevdalinke mu je prema vlastitim riječima lijek za ranjenu dušu, čega je svjestan on, zbog izgubljene kćeri, i pjevač Muhamed Mujkanović koji je pretrpio veliku obiteljsku tragediju. Zaslugom Arifa Ahmetaševića Mujkanović nije prestao pjevati obiteljske tragedije.
Član je Upravnog odbora Udruženja umirovljenika Tuzle.